# James Key
James Key (ur. 14 stycznia 1972) – brytyjski inżynier Formuły 1. Były dyrektor techniczny zespołu McLaren F1. Wcześniej podobne stanowisko zajmował też w zespołach MF1 Racing, Spyker, Force India, Sauber i Scuderia Toro Rosso.

## Kariera
James Key studiował inżynierię mechaniczną na Uniwersytecie w Nottingham. Brytyjczyk ukończył studia w 1996 roku, a jego naukę sfinansowała firma Lotus Engineering. W tym samym roku zaangażował się w program rozwojowy samochodu Lotus Esprit GT1. W 1998 roku dołączył do zespołu Jordan Grand Prix. Na początku był on inżynierem odpowiedzialnym za gromadzenie danych, następnie został inżynierem wyścigowym Takumy Satō. Później także pracował w dziale aerodynamicznym i był szefem działu, zajmującymi się badaniami nad rozwojem samochodów.
23 listopada 2005 zespół MF1 Racing poinformował, że James Key został dyrektorem technicznym zespołu. Funkcję tę zachował, gdy zespół zmienił najpierw nazwę na Spyker przed rozpoczęciem sezonu 2007 i potem na Force India przed sezonem 2008. 23 lutego 2010 hinduski zespół ogłosił odejście Keya z zespołu. Dzień później Brytyjczyk został mianowany dyrektorem technicznym ekipy Sauber, w miejsce Willy’ego Rampfa. 3 lutego 2012 postanowił odejść ze szwajcarskiej stajni. 6 września 2012, zespół Scuderia Toro Rosso ogłosiło Jamesa Keya jako nowego dyrektora technicznego zespołu. Pod koniec lipca 2018, McLaren potwierdził, że Key zgodził się zostać dyrektorem technicznym zespołu, zastępując Tima Gossa. 22 lutego 2019 zespoły McLaren i Scuderia Toro Rosso porozumiały się, dzięki czemu Brytyjczyk mógł rozpocząć współpracę z brytyjską stajnią od 25 marca.